# هالي آيزينبيرغ
هالي آيزينبيرغ (بالإنجليزية: Hallie Eisenberg)‏ ممثلة أمريكية ولدت في 2 أغسطس 1992 في مدينة إيست برونزويك، نيو جيرسي، الولايات المتحدة الأمريكية. بدأت مشوارها الفني في عام 1998.

## روابط خارجية
- هالي آيزينبيرغ على موقع IMDb (الإنجليزية)
- هالي آيزينبيرغ على موقع ألو سيني (الفرنسية)
- هالي آيزينبيرغ على موقع أول موفي (الإنجليزية)
- هالي آيزينبيرغ على موقع قاعدة بيانات برودواي على الإنترنت (الإنجليزية)
- هالي آيزينبيرغ على موقع قاعدة بيانات الأفلام السويدية (السويدية)
- هالي آيزينبيرغ على موقع إن إن دي بي (الإنجليزية)
- هالي آيزينبيرغ على موقع قاعدة بيانات الفيلم (الإنجليزية)
- هالي آيزينبيرغ على موقع كينوبويسك (الروسية)
- Hallie Kate Eisenberg's biography on filmbug